# تطور الحيتانيات

أنواع من من دون رتبة الحيتانيات

يُعتَقَد أنّ الحيتانيات تطوّرت عن ذوات الأصابع المزدوجة في شبه القارة الهندية منذ 50 مليون عام، وذلك على مدى فترة لا تقل عن 15 مليون سنة. والحيتانيات ثدييات بحرية مائية بالكامل تنتمي إلى رتبة مزدوجات الأصابع، ويُعتَقَد بأنها تفرّعت عن باقي مزدوجات الأصابع منذ نحو 50 مليون سنة، كما يُعتَقَد بأنّها تطوّرت خلال عصر الإيوسين أو ما قبله، وتتقاسم أقرب سلف مشترك مع فرس النهر.
تتوجه الحيتانيات للسطح لتتنفس الهواء كونها من الثدييات، كذلك تمتلك 5 عظام للأصابع (شفعيات الأصابع) في زعانفها؛ كما تقوم الحيتانيات بإرضاع صغارها. وعلى الرغم من أسلوب حياتها المائي بالكامل، إلا أنها لا تزال تحتفظ بالعديد من السمات الهيكلية من أسلافها البرية. وقد أظهرت الاكتشافات التي بدأت في أواخر السبعينيات في باكستان عن عدة مراحل لانتقال الحيتانيات من البر إلى البحر.
ويُعتَقَد أنّ اثنين من الرتب الصُغرى للحيتانيات –الحيتان البالينية، والحيتان المسننة- قد انفصلوا عن بعضهم البعض منذ نحو 28-33 مليون سنة في ثاني تشعُّب تمر به. تُمَثّل الحيتان القديمة التشعب الأول للحيتانيات. تتميّز الحيتان المسننة عن الحيتان المائية القديمة والحيتان البالينية الأولى بتكيُّف الرصد بالصدى. كان تطوّر البالين لدى الحيتان البالينية تدريجيًا، فقد امتلكت الأشكال الأولى بالين صغير، كما ارتبطت أحجامها بالاعتماد على البالين (مع زيادة لاحقة في الاعتماد على نظام تصفية الغذاء).

## التطور المبكر
بدأ نمط الحياة المائية للحيتانيات في شبه القارة الهندية من ذوات الأصابع المزدوجة منذ 50 مليون عام، وذلك على مدى فترة لا تقل عن 15 مليون سنة، ومع ذلك فإنّ عظم الفك المكتشف في القارة القطبية الجنوبية قد يقلل هذا إلى 5 ملايين سنة. تضم الحيتان القديمة -وهي رتبة صُغرى من الحيتانيات- الحيتان الأولى.
اقترح فان فالين الفرضية التقليدية لتطور الحيتانيات لأول مرة في عام 1966، ومفادها أنّ الحيتان مرتبطة بالميزنيقيات، وهي رتبة منقرضة من آكلات اللحوم ذوات الحوافر - تشبه الذئاب ولكن مع حوافر، وهي أيضًا مجموعة شقيقة لذوات الحوافر مزدوجة الأصابع. اقتُرِحَت هذه الفرضية بسبب وجود أوجه تشابه بين الأسنان المثلثة غير الاعتيادية للميزنيقيات والحيتان الأولى. ومع ذلك، تشير بيانات علم الوراثة العرقي الجزيئي إلى أنّ الحيتان ترتبط ارتباطًا وثيقًا بمزدوجات الأصابع، وتعتبر فرسيات النهر أقرب الأقرباء الأحياء لهم. وعلى هذا الأساس توضع الحيتان وفرسيات النهر في نفس الرتيبة (رتيبة الحيتانيات وفرسيات النهر).
يتكون مصطلح سيتارتيوداكتيلا ""Cetartiodactyla من الكلمتين "Cetacea" بمعنى الحيتانيات، و"Artiodactyla" بمعنى مزدوجات الأصابع، وهو مصطلح مقترح لوصف رتبة تحتوي على كل من الحيتانيات ومزدوجات الأصابع. ظهرت أقدم أنثركوثريدا -أسلاف أفراس النهر- في السجل الأحفوري في العصر الإيوسيني الأوسط، بعد ملايين السنين من ظهور الحيتان الباكستانية -أول سلف معروف للحيتان- خلال العصر الإيوسيني المبكر، مما يعني أنّ المجموعتين افترقتا قبل الإيوسين. ونظرًا لأنّ التحليل الجزيئي يُظهِر ارتباط الحيتانيات الوثيق بمزدوجات الأصابع، فمن المحتمل أن تكون الميزنيقيات فرعًا من مزدوجات الأصابع، وأنّ الحيتانيات لم تنحدر منها مباشرةً، وإنما تمتلك المجموعتان سلفًا مشتركًا.
دعم اكتشاف الحيتان الباكستانية –أوائل الحيتان القديمة- المعطيات الجزيئية، إذ تظهر الهياكل العظمية للحيتان الباكستانية أنّ الحيتان لم تنحدر مباشرةً من الميزنيقيات، وإنّما هي عبارة عن مزدوجات أصابع بدأت النزول إلى الماء بعد فترة وجيزة من انفصالها عن الميزنيقيات.
احتفظت الحيتان القديمة ببقايا من أسلافها من الميزنيقيات (كالأسنان المثلثة مثلًا)، الأمر الذي فقدته مزدوجات الأصابع والحيتان الحديثة. ربما كانت أسلاف جميع الثدييات الحافرة آكلة للحوم أو متغذية على الجيف جزئيًا على الأقل، ثم أصبحت مفردات ومزدوجات الأصابع اليوم من الحيوانات العاشبة في وقت لاحق من تطورها. بينما حافظت الحيتان على النمط الغذائي اللاحم لأنّ الفرائس كانت أكثر توفرًا ولأنهم كانوا يحتاجون إلى محتوىً عالٍ من السعرات الحرارية للحياة كحيوانات داخلية الحرارة (تولّد حرارة جسمها بنفسها) في الماء. كذلك أصبحت الميزنيقيات من آكلات اللحوم، ولكن الفرائس الكبيرة لم تكن شائعة، وقد يكون هذا هو السبب الذي جعلهم يخسرون المنافسة مع الحيوانات التي تكيّفت بشكل أفضل مثل ذوات الأسنان الضبعية ولاحقًا اللواحم.

## تطور الحيتانيات الحديثة

### الحيتان البالينية
ظهرت أولى أعضاء المجموعتين خلال منتصف العصر الميوسيني. تمتلك جميع حيتان البالين الحديثة أو حيتان ميستيسيتي صفائح بالين بدلًا من الأسنان، وبذلك تعتمد على نظام تصفية الغذاء، ومع ذلك تختلف الطريقة الدقيقة التي يُستَخدَم فيها البالين بين الأنواع. وتُعَدُّ التغذية بالتصفية مفيدةً للغاية لأنها تسمح لحيتان البالين باكتساب موارد طاقة ضخمة بكفاءة، مما يجعل حجم الجسم الكبير لدى الأصناف الحديثة ممكنًا. قد يكون تطوير التغذية بالتصفية ناتجًا عن التغيرات البيئية في جميع أنحاء العالم والتغيرات الحاصلة في المحيطات. ويمكن أن يكون التغير واسع النطاق في تيار ودرجة الحرارة المحيط قد ساهم في تشعب حيتان البالين الحديثة. امتلكت الأصناف السابقة من الحيتان البالينية -كالجانجوسيتوس والمامالودون- القليل جدًا من صفائح البالين، واعتمدت بشكل أساسي على أسنانها.
يوجد أيضًا دليل على وجود مكون وراثي لتطور الحيتان بلا أسنان، فقد حُدِّدَت طفرات متعددة في الجينات المرتبطة بإنتاج المينا لدى حيتان البالين الحديثة، وهي بشكل رئيسي طفرات إدخال/حذف أدّت إلى شفرات توقف مبكرة. من المفترض أنّ هذه الطفرات قد حدثت لدى الحيتانيات التي امتلكت مسبقًا هياكلًا بالينيةً أوليةً، مما أدى إلى التحول لجينات كاذبة لإنتاج المينا. أشارت الأبحاث الحديثة أيضًا إلى أنّ تطور البالين وفقدان الأسنان المغطاة بالمينا حدثا مرةً واحدةً، وكلاهما حدث في فرع جذع الحيتان البالينية.
يُعتَقَد بشكلٍ عامٍ أنّ عائلات الحيتان البالينية الأربع الحديثة لها أصول منفصلة بين السيتوثيرات (cetotheres). تمتلك جميع الحيتان البالينية الحديثة خصال مشتقة وغير معروفة في الوقت الحاضر لدى أي من السيتوثيرات والعكس بالعكس (كالعرف السهمي مثلًا).

### الحيتان المسننة
حدث تكيّف تحديد الموقع بالصدى منذ نحو 34 مليون عام في التشعُّب الثاني للحيتان عندما انفصلت الحيتان المسننة عن حيتان البالين، وتميز هذه الخاصية الحيتان المسننة الحديثة عن الحيتان القديمة المائية بالكامل. لا تعتمد الحيتان المسننة الحديثة على حاسة البصر، بل تعتمد على السونار الخاص بها للبحث عن الفرائس، الأمر الذي يسمح لها بالغطس عميقًا بحثًا عن الطعام دون الحاجة إلى ضوء، وبالتالي وفّر ذلك مصادرًا غذائيةً جديدةً لها. تُحدِّد الحيتان المسننة الموقع عن طريق إنشاء سلسلة من النقرات المنبعثة على ترددات مختلفة. حيث تنبعث نبضات الصوت، لتعكسها الأشياء وتعود لتُستَقبَل من خلال الفك السفلي.
تُبدِي جماجم السكوالودون أدلة على أول ظهور مفترض لتحديد الموقع بالصدى، حيث عاش السكوالودون خلال فترة بداية ومنتصف الأوليغوسين وحتى الميوسين الأوسط منذ نحو 33-14 مليون سنة. ويتقاسم العديد من الصفات مع الحيتان المسننة الحديثة؛ فالجمجمة كانت مضغوطة بشكل جيد، ومقدمة الوجه متبارزة للخارج كالمنقار، وهي سمة من سمات الحيتان المسننة الحديثة التي أعطت السكوالودون مظهرًا مشابهًا لهم. مع ذلك، من غير المحتمل أن يكون السكوالودون سلفًا مباشرًا للحيتان المسننة الحديثة.
تطورت أولى الدلافين المحيطية مثل الكينتريودونات (kentriodonts) في أواخر الأوليغوسين، وتنوعت بشكل كبير خلال منتصف العصر الميوسيني. عُثِر على أولى المستحاثات بالقرب من بحار ضحلة (تسكنها خنازير البحر) في شمال المحيط الهادئ؛ وعُثِر على أنواع أخرى مثل (Semirostrum) بمحاذاة ولاية كاليفورنيا. انتشرت هذه الحيوانات إلى السواحل الأوروبية ونصف الكرة الجنوبي لاحقًا خلال البليوسين. وأقرب سلف معروف لحيتان القطب الشمالي هو ذنب الأسد قصير الرأس الذي عاش في أواخر العصر الميوسيني منذ نحو 9-10 مليون سنة. وتقترح حفرية واحدة من ولاية باجا في كاليفورنيا أنّ أسرة الحيتان هذه كانت قد سكنت مياهً دافئةً في السابق.
تختلف حيتان العنبر القديمة عن حيتان العنبر الحديثة في عدد الأسنان وشكل الوجه والفكين.
يوجد أكثر من 20 جنس للحيتان المنقارية، وربما كانت في وقت سابق فريسة لحيتان العنبر القاتلة وأسماك القرش الكبيرة مثل الميجالودون. اكتُشِف في عام 2008 عدد كبير من المستحاثات للحيتان المنقارية (ziphiids) قبالة ساحل جنوب أفريقيا، مما يؤكد أن الأنواع المتبقية قد تكون مجرد بقايا لتنوع كبير منقرض. بعد دراسة العديد من الجماجم الأحفورية، اكتشف الباحثون عدم وجود أسنان فك علوي وظيفية لدى جميع أنواع الحيتان المنقارية (ziphiids) في جنوب إفريقيا، وهذا دليل على أن التغذية بالشفط تطورت مسبقًا في العديد من سلالات الحيتان المنقارية أثناء الميوسين. كان لهذه الحيتان المنقرضة أيضًا جماجمًا متينةً –وهي صفة يُفتَرض أنّها عامل حماية- مما يشير إلى أن الأنياب كانت تستخدم في التنازع بين الذكور.

## وصلات خارجية
- ما هي الأدلة على التطور؟ (تطور الحيتان كمثال) - Stated Clearly على يوتيوب